# توماس فولتر
توماس فولتر (بالألمانية: Thomas Wolter)‏ هو مدرب كرة قدم ولاعب كرة قدم ألماني في مركز الدفاع، ولد في 4 أكتوبر 1963 في هامبورغ في ألمانيا. شارك مع منتخب ألمانيا لكرة القدم. أما مع النوادي، فقد لعب مع فيردر بريمن.

## وصلات خارجية
- توماس فولتر على موقع الاتحاد الأوربي (الإنجليزية)
- توماس فولتر على موقع قاعدة بيانات كرة القدم.إي يو (الإنجليزية)
- توماس فولتر على موقع بيانات كرة القدم. دي إي (الألمانية)
- توماس فولتر على موقع ناشيونال فوتبول تيمز (الإنجليزية)
- توماس فولتر على موقع عالم كرة القدم.نت (الإنجليزية)